# Tríada
Tríada (bra: Três vidas) é uma série de televisão mexicana de suspense e mistério produzida pela Argos Televisión para a Netflix. A série foi criada e escrita por Leticia López Margalli, sendo baseada em fatos reais. Foi lançada pela Netflix em 22 de fevereiro de 2023.
Foi protagonizada por Maite Perroni – interpretando três personagens – e David Chocarro, com Flavio Medina, Nuria Bages e Ana Layevska.

## Sinopse
Becca (Maite Perroni) é uma perita forense no México que, ao investigar um assassinato, percebe que o corpo da vítima se parece exatamente com ela. Dessa forma ela descobre que foi separada de suas irmãs gêmeas no nascimento. Agora Becca partirá em uma jornada perigosa para descobrir a verdade desconhecida sobre sua vida.

## Elenco
Créditos adaptados da Netflix.
| Elenco            | Elenco                          |
| Intérprete        | Personagem                      |
| ----------------- | ------------------------------- |
| Maite Perroni     | Rebecca "Becca" Fuentes         |
| Maite Perroni     | Tamara Sánchez                  |
| Maite Perroni     | Aleida Trujano                  |
| David Chocarro    | Humberto Solano                 |
| Flavio Medina     | Eugenio Sáenz                   |
| Ofelia Medina     | Pilar Mancera de Trujano        |
| Nuria Bages       | Julia Bátiz                     |
| Claudia Lobo      | Dolores López                   |
| Ana Layevska      | María Fernanda (Marifer)        |
| Bernardo Cruz     | Javi                            |
| Erick Terroba     | Beto                            |
| Karla Gaytán      | Becca, Tamara e Aleida (jovens) |
| Cassandra Bisogno | Julia Bátiz (jovem)             |
| Alejandra Araya   | Dolores López (jovem)           |

## Produção

### Desenvolvimento
A produção da série começou as gravações no dia 26 de janeiro de 2022 na Cidade de México, um dia depois, a série foi anunciada pela atriz Maite Perroni com a escritora Leticia López Margalli, através das redes oficiais da Netflix, além de confirmar o título oficial da produção com o nome de Tríada. Os membros do elenco, entre eles, David Chocarro e as experientes atrizes Ofelia Medina e Nuria Bages, foram anunciados no dia 27 de janeiro de 2022. As gravações da série finalizaram em meados de maio de 2022.

### Divulgação e lançamento
A série foi divulgada no dia 24 de setembro de 2022 na quarta edição do evento TUDUM da Netflix, onde anunciavam as novidades da temporada 2022-23, além de lançar nesse mesmo dia nas suas contas oficiais um pequeno teaser trailer mostrando Maite Perroni como as três personagens principais. No dia 21 de dezembro foi lançado um trailer com temática de natal nas contas oficiais da Netflix. Originalmente, a série seria lançada na Netflix no dia 23 de dezembro de 2022, no entanto, por motivos desconhecidos a estreia foi adiada. No dia 25 de janeiro de 2023, foi lançado o trailer oficial da série nas contas oficiais da Netflix, além de confirmar seu lançamento na plataforma para o 22 de fevereiro de 2023 com oito episódios produzidos.

## Episódios

### Temporada 1 (2023)
| N.º na série | N.º na temp. | Título                      | Dirigido por                      | Escrito por                                                  | Lançamento              |
| --- | ------------ | --------------------------- | --------------------------------- | ------------------------------------------------------------ | ----------------------- |
| 1 | 1            | "33 vezes 3"                | Leonardo D'Antoni                 | Leticia López Margalli Nayura Aragón Patricio López Margalli | 22 de fevereiro de 2023 |
| Após encontrar sua sósia entre a vida e a morte, a perita forense Becca se envolve em uma trama de mistérios perigosos.                                             |              |                             |                                   |                                                              |                         |
| 2 | 2            | "Coquetel molotov"          | Alba Gil Memije                   | Leticia López Margalli Nayura Aragón Patricio López Margalli | 22 de fevereiro de 2023 |
| Diante dos resultados do exame de DNA, a mãe de Becca revela a verdade. A detetive encontra fotografias intrigantes na casa de Eugenio e tem um flashback vívido.   |              |                             |                                   |                                                              |                         |
| 3 | 3            | "O clube"                   | Alba Gil Memije Leonardo D'Antoni | Leticia López Margalli Nayura Aragón Patricio López Margalli | 22 de fevereiro de 2023 |
| Becca se encontra com sua irmã Tamara, que sempre parece esconder segredos. Humberto promete ajudar Becca. Eugenio continua mentindo.                               |              |                             |                                   |                                                              |                         |
| 4 | 4            | "Estou ficando louca?"      | Alba Gil Memije                   | Leticia López Margalli Nayura Aragón Patricio López Margalli | 22 de fevereiro de 2023 |
| Humberto traz novas informações e seduz Becca. Sob a orientação de Eugenio, Tamara começa a se transformar em Aleida.                                               |              |                             |                                   |                                                              |                         |
| 5 | 5            | "Óleo e água"               | Alba Gil Memije                   | Leticia López Margalli Nayura Aragón Patricio López Margalli | 22 de fevereiro de 2023 |
| A falsa Aleida cede o controle da empresa a Eugenio. Becca confronta a doutora Bátiz. Mais coincidências surpreendentes sobre as vidas dos trigêmeos são reveladas. |              |                             |                                   |                                                              |                         |
| 6 | 6            | "A experiência"             | Alba Gil Memije                   | Leticia López Margalli Nayura Aragón Patricio López Margalli | 22 de fevereiro de 2023 |
| Guiada por uma visão, Becca pede a Pilar acesso ao subsolo do hospital. Ela descobre algo devastador, com consequências chocantes.                                  |              |                             |                                   |                                                              |                         |
| 7 | 7            | "A mão que balança o berço" | Alba Gil Memije Leonardo D'Antoni | Leticia López Margalli Nayura Aragón Patricio López Margalli | 22 de fevereiro de 2023 |
| Com Beatriz morta e Tamara desaparecida, Becca acredita que Eugenio está atrás dela e decide deixar sua mãe em segurança com a doutora Bátiz.                       |              |                             |                                   |                                                              |                         |
| 8 | 8            | "De volta ao começo"        | Alba Gil Memije Leonardo D'Antoni | Leticia López Margalli Nayura Aragón Patricio López Margalli | 22 de fevereiro de 2023 |
| A verdade finalmente vem à tona. O experimento segue apresentando consequências sombrias, misturando o que é real e o que é planejado.                              |              |                             |                                   |                                                              |                         |